# Балада о птици певачици и змији
Балада о птици певачици и змији (енгл. The Ballad of Songbirds and Snakes) је дистопијско-научнофантастични роман америчке књижевнице Сузан Колинс. Роман је спиноф и преднаставак оригиналне трилогије Игре глади. Изашао је у продају 19. маја 2020. године, у издању издавачке куће Scholastic. Аудио-књига, коју чита глумац Сантино Фонтана, изашла је истовремено са штампаним издањем романа. Књига је пуштена у продају виртуелним путем, због пандемије ковида 19. Књигу је у Србији објавила издавачка кућа Вулкан 2020. године, у преводу Браниславе Маодуш.
Филм Игре глади: Балада о птици певачици и змији премијерно је приказан 2023. године.

## Радња
Осамнаестогодишњи Кориолан Сноу је један од 24 матураната Академије, који су изабрани да буду ментори трибутима на предстојећим 10. Играма глади. Његова некада моћна породица доживела је тешка времена, а он се нада да ће победом свог трибута обезбедити школарину потребну за студије. Додељена му је девојка из Дистрикта 12, Луси Греј Берд, која потиче из певачке и извођачке групе познате као Кавији, која привлачи пажњу Капитола певајући на жетви. 
Кориолан одлази у посету трибутима и схвата да нису нахрањени од када су доведени у Капитол, након чега почиње да Луси Греј кришом доноси храну са Академије. Остали ментори чине исту ствар, али прекидају када једну од ментора, Арахну Крејн, убије властити трибут након што јој се Арахна изругивала са сендвичем. Кориолан пише есеј докторки Гол, главном творцу Игара, у коме предлаже да се грађанима Капитола омогући клађење на победника и слање поклона трибутима како би се и они укључили у Игре.
Током обиласка оронуле градске арене, активирају се неоткривене бомбе постављене током Мрачних дана, убијајући неколико трибута и ментора. Преостали ментори и трибути учествују у телевизијским интервјуима како би прикупили наклоност и донације публике. Игре почињу, а многи трибути убрзо умиру од глади, болести или повреда задобијених током експлозија. Докторка Гол одобрава Кориоланове предлоге, а ментори добијају уређаје који им омогућавају да дроном шаљу храну и воду својим трибутима током Игара. Сејан Плинт, ментор који је пореклом из Дистрикта 2, ужаснут понашањем према трибутима и огорчен на Капитол и на Игре, улази током једне ноћи у арену како би умро као мученик, а по наређењу докторке Гол, Кориолан одлази тамо како би га извукао. Он спашава Сејана, али у самоодбрани убија једног од трибута. 
Како се игре настављају, Кориолан предузима очајничке мере када сазна да докторка Гол планира да пусти мутиране змије у арену. Он убацује марамицу прожету мирисом Луси Греј у змијски тераријум како би их упознао са њеним мирисом и тако спречио да је нападну. Његов план успева, а змије изгледају као да су очаране када Луси Греј почне да пева песму у арени. Она на крају остаје међу последња три преживела, након чега убија последња два трибута користећи једну од змија и отров за пацове. Луси Греј затим чека више од пола сата, када је коначно проглашена победницом 10. Игара глади. Након слављеничке журке на Академији, Кориолан се суочава са деканом Академије, Каском Хајботомом, који му приказује да су пронашли марамицу Сноуовог оца коју је убацио у змијски тераријум, салвету у којој је доносио храну Луси Греј и пудријеру своје мајке, напуњену отровом за пацове, коју је Луси Греј кришом унела у арену. Хајботом га избацује са Академије, али како би избегао јавно срамоћење, Кориолан се пријављује у мировњаке, тражећи да га доделе у Дистрикт 12.
Кориолан се поново сусреће са Луси Греј након јавног наступа Кавија. У Дистрикт 12 убрзо долази и Сејан, који је био приморан да се придружи мировњацима. Кориолан истовремено полаже тест за официра мировних снага, а Сејан му открива да је искористио утицај свог оца, Страбона Плинта, да би му обезбедио диплому Академије. Кориолан убрзо открива да Сејан помаже побуњеницима у Дистрикту 12 да побегну на север, набављајући им оружје потребно за преживљавање у дивљини. Њихов разговор случајно чује Мејфер Лип, градоначелникова ћерка, коју Кориолан убија како их не би пријавила, док побуњеник Спрус убија њеног љубавника Билија Тоупа. Они одлазе на концерт Кавија како би имали алиби, а Спрус сакрива оружје. Кавији откривају њихова тела након концерта, а градоначелник сумња да је Луси Греј извршила убиства. Спрус убрзо умире, не откривајући никоме догађаје око убистава. Сејан је ухапшен због помагања побуњеницима и обешен, остављајући Кориолана и Луси Греј као једине сведоке убистава. Командант позива Кориолана у своју канцеларију, где му честита и обавештава га да је докторка Гол примила његову поруку о Сејановој издаји. Луси Греј обавештава Кориолана да ће побећи на север, а он одлучује да јој се придружи. Следећег јутра, Кориолан сазнаје да је положио испит за официре и да ће следећег дана бити послат у Дистрикт 2, где ће започети своју обуку. Он међутим и даље планира да побегне са Луси Греј, због постојања оружја које би могло да га повеже са убиствима. 
Њих двоје крећу на пут, али убрзо се због кише скривају у једној напуштеној кући, у којој Кориолан проналази оружје којим су убијени Мејфер и Били, док Луси Греј ужурбано одлази да пронађе храну. Он схвата да ће се уништењем оружја отклонити свака веза између њега и убистава, што ће му омогућити да се врати у капитолско друштво као успешни официр. Он убрзо схвата да је и Луси Греј засигурно дошла до истог закључка и наоружан одлази да је потражи у шуми. Забринут да ће она покушати да га убије, он проналази њену мараму, након чега га напада скривена змија. Бесан, верујући да је она у близини, Кориолан почиње насумице да пуца у шуму, али није у стању да утврди да ли је успео да је погоди. Након што је инкриминисано оружје бацио у језеро, Кориолан се враћа у Дистрикт 12.
Његово одсуство је остало непримећено и он одлази у клинику због уједа змије. Кориолан се укрцава на летелицу која је кренула према Дистрикту 2, носећи Сејанове личне ствари које намерава да врати породици Плинт. По доласку, Кориолан је изненађен када схвати да се нашао поново у Капитолу, где га доведе на састанак са докторком Гол. Она му објашњава да је ово лето требало да му пружи искуство живота у дистриктима и боље разумевање њихових становника. Кориолан је сада потпуно уверен у неопходност Игара и значај Капитола. Такође му је речено да ће бити почасно отпуштен из мировних снага и да је уписан на Универзитет, где ће наставити школовање под надзором докторке Гол.
Кориолан почиње обуку за творца Игара и уноси многе своје идеје у Игре глади које видимо у каснијим годинама. Сејанови имућни родитељи почињу да се старају о њему као о свом сину, финансирајући његове студије и начин живота, уверени да је био велики Сејанов пријатељ, не знајући да га је издао. Декан Хајботом му открива да је идеју Игара глади осмислио као школски пројекат заједно са Сноуовим оцем, Красом, испрва намеравајући да тако сурова идеја буде само теоретска. Крас је касније представио ову идеју докторки Гол, која је претворила Игре у стварност, због чега је Хајботом замрзео Краса. Кориолан трује декана Хајботома, као прву жртву свог упечатљивог метода ликвидације својих непријатеља, цитирајући да „Сноу увек доспева на врх.”

## Филмска адаптација
Дана 17. јуна 2019. године, Џо Дрејк, директор филмске компаније Lionsgate, изјавио је у интервјуу да ова компанија разговара и блиско сарађује са Сузан Колинс, у намери да адаптира овај роман, изјављујући: „Као поносни дом филмског серијала Игре глади, ми једва чекамо да Сузан објави нову књигу. Разговарали смо са њом док је писала књигу и радујемо се наставку сарадње са њом и на овом филму.”
Филм Игре глади: Балада о птици певачици и змији биоскопски је објављен 17. новембра 2023. године. Режирао га је Франсис Лоренс, а главне улоге у филму су тумачили Том Блајт, Рејчел Зеглер, Хантер Шафер, Џош Андрес Ривера, Питер Динклиџ, Џејсон Шварцман и Вајола Дејвис.